# Martin Kubelík
Martin Kubelík (18. září 1946 Praha – prosinec? 2022) byl český architekt, historik architektury, archeolog a etnolog. Byl synem českého dirigenta Rafaela Kubelíka.

## Život
Narodil se v Praze 18. září 1946 v rodině vynikajícího českého dirigenta a hudebního skladatele Rafaela Kubelíka. Po komunistickém puči v roce 1948 rodina emigrovala. Martin Kubelík vystudoval nejprve architekturu na Univerzitě v Cambridgi. Pokračoval na Rheinisch-Westfälische Technische Hochschule v Cáchách studiem dějin architektury. Získal stipendium Centro Tedesco di Studi Veneziani v Benátkách, které mu umožnilo financování výzkumu historického vývoje italských vil v oblasti Benátska. Další stipendium mu poskytla Bibliotheca Hertziana v Římě, ústav Společnosti Maxe Plancka zaměřený na historii umění. Toto stipendium využil ke studiu nejmodernějších archeologických metod, zejména dendrochronologie a využití termoluminiscence.
Po mnoho let spolupracoval s Rathgenforschungslabor Staatliche Museen Preussicher Kulturbesitz v Berlíně a přednášel na univerzitách v Evropě i v USA. Pracoval jako Associate Professor na Cornellově univerzitě v Ithace (USA) a posléze jako profesor Technické University ve Vídni a vedoucí Ústavu architektury (Institut für Baukunst und Bauaufnahmen).
Po pádu komunistického režimu se vrátil do Československa. Přednášel na Fakultě jaderné a fyzikálně inženýrské Českého vysokého učení technického v Praze. Založil zde Laboratoř kvantitativních metod výzkumu památek.
Manželkou Martina Kubelíka byla architektka a fotografka Kamila Kubelíková (rozená Brabencová). Měli syna a dceru.

## Některé publikované práce
- Martin Kubelík: 400 let benátských vil (1404–1797). Správa pražského hradu, 1993, ISBN 80-900031-8-4
- Martin Kubelík, Milan Pavlík, Josef Štulc: Historická inspirace. Sborník k poctě Dobroslava Líbala. 2001
- Christian Goedicke, Klaus Slussalek, Martin Kubelik: Thermoluminiscence Dating in Architectural History Venetian Villas. In Journal of the Society of Architectural Historians, October 1981
- L. Musílek, M. Kubelík: Thermoluminiscence Dating. In Radiation in Art and Archeometry. Elsevier Science B. V. 2000
- Martin Kubelik: Gli edifici palladiani nei disegni del magistrato Veneto dei beni inculti. In Bollettino del Centro internazionale di studi di architettura. Vicenza 1974
- Martin Kubelik, Christian Goedicke, Klaus Slussalek: La rotonda di Andrea Palladio un mito oggeto di indagini obiettive. Edizioni Unicopli Milano, 2002